# Dry (Loiret)
Dry település Franciaországban, Loiret megyében. Lakosainak száma 1414 fő (2022. január 1.). Dry Meung-sur-Loire, Baule, Cléry-Saint-André, Jouy-le-Potier és Lailly-en-Val községekkel határos.

## Népesség
A település népességének változása:
| Lakosok száma | 657  | 790  | 1025 | 1356 | 1406 | 1398 | 1391 | 1397 | 1407 | 1414 |
|               | 1968 | 1982 | 1990 | 2006 | 2013 | 2015 | 2017 | 2019 | 2020 | 2022 |